# Cigaritis delagoensis
Cigaritis delagoensis är en fjärilsart som beskrevs av Sharpe 1891. Cigaritis delagoensis ingår i släktet Cigaritis och familjen juvelvingar. Inga underarter finns listade i Catalogue of Life.